# Campionati del mondo di atletica leggera 2023 - 800 metri piani maschili
La specialità degli 800 metri piani maschili dei campionati del mondo di atletica leggera 2023 si è svolta tra il 22 e il 26 agosto 2023 al Centro nazionale di atletica leggera di Budapest, in Ungheria.

## Podio
| Pos.    | Atleta            | Nazionalità   | Tempo   |
| ------- | ----------------- | ------------- | ------- |
| Oro     | Marco Arop        | Canada        | 1'44"24 |
| Argento | Emmanuel Wanyonyi | Kenya         | 1'44"53 |
| Bronzo  | Ben Pattison      | Gran Bretagna | 1'44"83 |

## Situazione pre-gara

### Record
Prima di questa competizione, il record del mondo (RM) e il record dei campionati (RC) erano i seguenti.
| Record                | Prestazione | Atleta                      | Data                                | Competizione   |
| --------------------- | ----------- | --------------------------- | ----------------------------------- | -------------- |
| Record mondiale       | 1'40"91     | David Rudisha Kenya         | 9 agosto 2012 Londra, Gran Bretagna | Olimpiadi 2012 |
| Record dei campionati | 1'42"34     | Donavan Brazier Stati Uniti | 1º ottobre 2019 Doha, Qatar         | Mondiali 2019  |

### Campioni in carica
I campioni in carica a livello mondiale e olimpico erano:
| Campione | Atleta               | Prestazione | Data                                         | Competizione         |
| -------- | -------------------- | ----------- | -------------------------------------------- | -------------------- |
| Olimpico | Emmanuel Korir Kenya | 1'45"06     | 4 agosto 2021 Tokyo, Giappone                | Giochi olimpici 2021 |
| Mondiale | Emmanuel Korir Kenya | 1'43"71     | 23 luglio 2022 Eugene, Stati Uniti d'America | Mondiali 2022        |

### La stagione
Prima di questa gara, gli atleti con le migliori tre prestazioni dell'anno erano:
| Pos. | Atleta                  | Prestazione | Data                                       |
| ---- | ----------------------- | ----------- | ------------------------------------------ |
| 1    | Wycliffe Kinyamal Kenya | 1'43"22     | 21 luglio 2023 Monaco di Baviera, Germania |
| 2    | Emmanuel Wanyonyi Kenya | 1'43"27     | 9 giugno 2023 Parigi, Francia              |
| 3    | Marco Arop Canada       | 1'43"30     | 9 giugno 2023 Parigi, Francia              |

## Risultati

### Batterie
Le batterie si sono svolte a partire dalle 19:20 del 22 agosto. Si sono qualificati alle semifinali i primi 3 di ogni batteria (Q) e i 3 tempi migliori tra gli esclusi (q).

#### Batteria 1
| Posizione | Corsia | Atleta                    | Nazionalità | Tempo   | Note                          |
| --------- | ------ | ------------------------- | ----------- | ------- | ----------------------------- |
| 1         | 6      | Emmanuel Wanyonyi         | Kenya       | 1'44"92 | Q                             |
| 2         | 2      | Gabriel Tual              | Francia     | 1'45"10 | Q                             |
| 3         | 7      | Catalin Tecuceanu         | Italia      | 1'45"31 | Q                             |
| 4         | 4      | Tshepiso Masalela         | Botswana    | 1'45"60 | q                             |
| 5         | 9      | Ryan Sánchez              | Porto Rico  | 1'48"24 |                               |
| 6         | 3      | Mohamed Ali Gouaned       | Algeria     | 1'49"16 |                               |
| 7         | 5      | Krishan Kumar             | India       | 1'50"36 |                               |
| 8         | 1      | Hein Htet Aung            | Birmania    | 1'53"63 | Miglior prestazione personale |
| 9         | 8      | Manuel Belo Amaral Ataide | Timor Est   | 1'58"32 |                               |

#### Batteria 2
| Posizione | Corsia | Atleta            | Nazionalità   | Tempo   | Note  |
| --------- | ------ | ----------------- | ------------- | ------- | ----- |
| 1         | 6      | Mateusz Borkowski | Polonia       | 1'45"40 | Q     |
| 2         | 4      | Max Burgin        | Gran Bretagna | 1'45"43 | Q     |
| 3         | 3      | Joseph Deng       | Australia     | 1'45"48 | Q     |
| 4         | 2      | Mark English      | Irlanda       | 1'45"71 | q     |
| 5         | 7      | Brad Mathas       | Nuova Zelanda | 1'45"95 |       |
| 6         | 5      | Dániel Huller     | Ungheria      | 1'47"41 |       |
| 7         | 8      | Tom Dradriga      | Uganda        | 1'48"60 |       |
|           | 9      | Navasky Anderson  | Giamaica      | dq      | [ 4 ] |

#### Batteria 3
| Posizione | Corsia | Atleta              | Nazionalità          | Tempo   | Note                                     |
| --------- | ------ | ------------------- | -------------------- | ------- | ---------------------------------------- |
| 1         | 3      | Ngeno Kipngetich    | Kenya                | 1'47"63 | Q                                        |
| 2         | 5      | Djamel Sedjati      | Algeria              | 1'47"87 | Q                                        |
| 3         | 1      | Saúl Ordóñez        | Spagna               | 1'47"97 | Q                                        |
| 4         | 2      | Isaiah Harris       | Stati Uniti          | 1'48"00 |                                          |
| 5         | 9      | John Fitzsimons     | Irlanda              | 1'48"20 |                                          |
| 6         | 7      | Ebrahim Alzofairi   | Kuwait               | 1'48"41 |                                          |
| 7         | 6      | John Rivera         | Porto Rico           | 1'48"83 |                                          |
| 8         | 4      | Amel Tuka           | Bosnia ed Erzegovina | 1'49"01 |                                          |
| 9         | 8      | Allan Ngitsi Chirwa | Malawi               | 1'51"62 | Miglior prestazione personale stagionale |

#### Batteria 4
| Posizione | Corsia | Atleta                    | Nazionalità   | Tempo   | Note     |
| --------- | ------ | ------------------------- | ------------- | ------- | -------- |
| 1         | 9      | Adrián Ben                | Spagna        | 1'45"37 | Q        |
| 2         | 4      | Bryce Hoppel              | Stati Uniti   | 1'45"56 | Q        |
| 3         | 2      | Daniel Rowden             | Gran Bretagna | 1'45"67 | Q        |
| 4         | 5      | Filip Ostrowski           | Polonia       | 1'45"76 | (.755) q |
| 5         | 3      | Abdullahi Hassan          | Canada        | 1'46"33 |          |
| 6         | 8      | Ferguson Cheruiyot Rotich | Kenya         | 1'46"53 |          |
| 7         | 7      | Marino Bloudek            | Croazia       | 1'46"63 |          |
| 8         | 6      | Ole Jakob Solbu           | Norvegia      | 1'51"66 |          |

#### Batteria 5
| Posizione | Corsia | Atleta                  | Nazionalità          | Tempo   | Note                                     |
| --------- | ------ | ----------------------- | -------------------- | ------- | ---------------------------------------- |
| 1         | 2      | Benjamin Robert         | Francia              | 1'46"45 | Q                                        |
| 2         | 6      | Ben Pattison            | Gran Bretagna        | 1'46"57 | Q                                        |
| 3         | 9      | Mohamed Attaoui         | Spagna               | 1'46"65 | Q                                        |
| 4         | 8      | Emmanuel Kipkurui Korir | Kenya                | 1'46"78 | Miglior prestazione personale stagionale |
| 5         | 1      | Abdessalem Ayouni       | Tunisia              | 1'46"85 |                                          |
| 6         | 5      | Clayton Murphy          | Stati Uniti          | 1'47"06 |                                          |
| 7         | 4      | Abedin Mujezinović      | Bosnia ed Erzegovina | 1'47"76 |                                          |
| 8         | 3      | Riley McGown            | Australia            | 1'48"38 |                                          |
| 9         | 7      | Faustino Prieto Alfaro  | Guinea Equatoriale   | 2'04"20 | Miglior prestazione personale            |

#### Batteria 6
| Posizione | Corsia | Atleta             | Nazionalità               | Tempo   | Note     |
| --------- | ------ | ------------------ | ------------------------- | ------- | -------- |
| 1         | 9      | Abdelati El Guesse | Marocco                   | 1'45"24 | Q        |
| 2         | 3      | Andreas Kramer     | Svezia                    | 1'45"42 | Q        |
| 3         | 8      | Slimane Moula      | Algeria                   | 1'45"76 | (.755) Q |
| 4         | 7      | Francesco Pernici  | Italia                    | 1'45"89 |          |
| 5         | 2      | Peter Bol          | Australia                 | 1'46"75 |          |
| 6         | 4      | James Preston      | Nuova Zelanda             | 1'46"84 |          |
| 7         | 6      | Handal Roban       | Saint Vincent e Grenadine | 1'46"86 |          |
| 8         | 1      | Alex Beddoes       | Isole Cook                | 1'48"31 |          |
| 9         | 5      | Justice Dreischor  | Aruba                     | 1'59"56 |          |

#### Batteria 7
| Posizione | Corsia | Atleta                     | Nazionalità | Tempo   | Note                          |
| --------- | ------ | -------------------------- | ----------- | ------- | ----------------------------- |
| 1         | 5      | Marco Arop                 | Canada      | 1'45"05 | Q                             |
| 2         | 8      | Simone Barontini           | Italia      | 1'45"21 | Q                             |
| 3         | 2      | Yanis Meziane              | Francia     | 1'45"30 | Q                             |
| 4         | 3      | Joonas Rinne               | Finlandia   | 1'45"93 |                               |
| 5         | 7      | Balázs Vindics             | Ungheria    | 1'47"18 |                               |
| 6         | 9      | Eduardo Ribeiro            | Brasile     | 1'47"75 |                               |
| 7         | 6      | Oussama Nabil              | Marocco     | 1'47"79 |                               |
| 8         | 4      | Abdullah Mohammed Al-Yaari | Yemen       | 1'47"98 | Miglior prestazione personale |
| 9         | 1      | Mohammed Dwedar            | Palestina   | 1'55"45 | Miglior prestazione personale |

### Semifinali
Le semifinali si sono disputate dalle 20:50 (ora locale di Budapest) del 24 agosto. Si sono qualificati in finale i primi 2 di ogni batteria (Q) e i 2 tempi migliori (q).

#### Batteria 1
| Posizione | Corsia | Atleta             | Nazionalità   | Tempo   | Note                          |
| --------- | ------ | ------------------ | ------------- | ------- | ----------------------------- |
| 1         | 8      | Slimane Moula      | Algeria       | 1'43"93 | Q                             |
| 2         | 3      | Tshepiso Masalela  | Botswana      | 1'44"14 | Q                             |
| 3         | 5      | Ben Pattison       | Gran Bretagna | 1'44"23 | q                             |
| 4         | 2      | Mateusz Borkowski  | Polonia       | 1'44"30 | (.291)                        |
| 5         | 4      | Mohamed Attaoui    | Spagna        | 1'44"35 | Miglior prestazione personale |
| 6         | 7      | Benjamin Robert    | Francia       | 1'44"38 |                               |
| 7         | 9      | Abdelati El Guesse | Marocco       | 1'44"55 |                               |
| 8         | 6      | Joseph Deng        | Australia     | 1'48"12 |                               |

#### Batteria 2
| Posizione | Corsia | Atleta            | Nazionalità   | Tempo   | Note                          |
| --------- | ------ | ----------------- | ------------- | ------- | ----------------------------- |
| 1         | 5      | Marco Arop        | Canada        | 1'44"02 | Q                             |
| 2         | 6      | Djamel Sedjati    | Algeria       | 1'44"49 | Q                             |
| 3         | 4      | Saúl Ordóñez      | Spagna        | 1'44"74 |                               |
| 4         | 2      | Catalin Tecuceanu | Italia        | 1'44"79 | Miglior prestazione personale |
| 5         | 9      | Gabriel Tual      | Francia       | 1'44"83 |                               |
| 6         | 3      | Filip Ostrowski   | Polonia       | 1'45"30 | Miglior prestazione personale |
| 7         | 7      | Daniel Rowden     | Gran Bretagna | 1'45"38 |                               |
| 8         | 8      | Ngeno Kipngetich  | Kenya         | 1'45"56 |                               |

#### Batteria 3
| Posizione | Corsia | Atleta            | Nazionalità   | Tempo   | Note                                     |
| --------- | ------ | ----------------- | ------------- | ------- | ---------------------------------------- |
| 1         | 8      | Emmanuel Wanyonyi | Kenya         | 1'43"83 | Q                                        |
| 2         | 4      | Adrián Ben        | Spagna        | 1'43"92 | Q                                        |
| 3         | 5      | Bryce Hoppel      | Stati Uniti   | 1'44"04 | q                                        |
| 4         | 6      | Yanis Meziane     | Francia       | 1'44"30 | (.298)                                   |
| 5         | 9      | Simone Barontini  | Italia        | 1'44"34 | Miglior prestazione personale            |
| 6         | 2      | Andreas Kramer    | Svezia        | 1'44"57 | Miglior prestazione personale stagionale |
| 7         | 3      | Mark English      | Irlanda       | 1'45"14 | Miglior prestazione personale stagionale |
| 8         | 7      | Max Burgin        | Gran Bretagna | 1'47"60 |                                          |

### Finale
La finale è stata disputata alle 20:32 (ora locale di Budapest) del 26 agosto.
| Posizione | Corsia | Atleta            | Nazionalità   | Tempo   | Note                                     |
| --------- | ------ | ----------------- | ------------- | ------- | ---------------------------------------- |
| Oro       | 7      | Marco Arop        | Canada        | 1'44"24 |                                          |
| Argento   | 5      | Emmanuel Wanyonyi | Kenya         | 1'44"53 |                                          |
| Bronzo    | 2      | Ben Pattison      | Gran Bretagna | 1'44"83 |                                          |
| 4         | 9      | Adrián Ben        | Spagna        | 1'44"91 | Miglior prestazione personale stagionale |
| 5         | 6      | Slimane Moula     | Algeria       | 1'44"95 |                                          |
| 6         | 3      | Tshepiso Masalela | Botswana      | 1'45"57 | Miglior prestazione personale            |
| 7         | 4      | Bryce Hoppel      | Stati Uniti   | 1'46"02 | Miglior prestazione personale            |
|           | 8      | Djamel Sedjati    | Algeria       | dq      | [ 11 ]                                   |